# Liesberg
Liesberg (en francés Julimont, Irtièmont, Hicurtimont) es una comuna suiza del cantón de Basilea-Campiña, situada en el distrito de Laufen. Limita al norte con la comuna de Kleinlützel (SO), al noreste con Röschenz, al este con Laufen, al sureste con Bärschwil (SO), al suroeste con Courroux (JU), al oeste con Soyhières (JU), y al noroeste con Roggenburg.